# Cincinnati Masters 2025
Cincinnati Masters 2025, cunoscut și sub numele de Cincinnati Open 2025, a fost un turneu mixt de tenis din circuitele profesionale masculine ATP Tour și feminine WTA Tour, disputat la Lindner Family Tennis Center pe terenuri cu suprafață dură. Cea de-a 124-a ediție a turneului masculin și cea de-a 97-a ediție a turneului feminin Cincinnati Masters s-a desfășurat între 7 și 18 august 2025 în Mason, Ohio, Statele Unite, la aproximativ 35 de kilometri de centrul orașului Cincinnati. Turneul a făcut parte din seria nord-americană de vară US Open Series.
În conformitate cu tendința de extindere a turneelor Masters și a turneelor feminine WTA 1000 începând cu sezonul 2023, Canadian Open și Cincinnati Open au mărit numărul de jucători din simplu de la 56 la 96, ceea ce înseamnă un format de șapte runde, similar cu cel al turneelor de Grand Slam. La dublu, numărul a crescut la 32 de perechi. Odată cu aceasta, durata turneului s-a prelungit la douăsprezece zile. La dublu, numărul a crescut la 32 de perechi. Astfel, durata turneului s-a prelungit la douăsprezece zile. Turneul masculin, cu un fond de premii de 9.193.540 de dolari, s-a încadrat în categoria ATP 1000. Turneul feminin, cu un buget de 5.152.299 de dolari, s-a încadrat în categoria WTA 1000.

## Campioni

### Simplu masculin
Pentru mai multe informații consultați Cincinnati Masters 2025 – Simplu masculin

### Simplu feminin
Pentru mai multe informații consultați Cincinnati Masters 2025 – Simplu feminin

### Dublu masculin
Pentru mai multe informații consultați Cincinnati Masters 2025 – Dublu masculin

### Dublu feminin
Pentru mai multe informații consultați Cincinnati Masters 2025 – Dublu feminin

## Puncte și premii în bani

### Distribuția punctelor
| Probă           | Câștigător | Finalist | Semifinalist | Sfertfinalist | Runda 4 | Runda 3 | Runda 2 | Runda 1 | Q   | Q1  |
| Simplu masculin | 1000       | 650      | 400          | 200           | 100     | 50      | 30*     | 10**    | 20  | 0   |
| Dublu masculin  | 1000       | 600      | 360          | 180           | 90      | 0       | N/A     | N/A     | N/A | N/A |
| Simplu feminin  | 1000       | 650      | 390          | 215           | 120     | 65      | 35*     | 10      | 30  | 2   |
| Dublu feminin   | 1000       | 650      | 390          | 215           | 120     | 10      | N/A     | N/A     | N/A | N/A |

### Premii în bani
| Probă           | Câștigător  | Finalist  | Semifinalist | Sfertfinalist | Runda patru | Runda trei | Runda doi | Runda unu | Q1      |
| Simplu masculin | 1.124.380 $ | 597.890 $ | 332.160 $    | 189.075 $     | 103.225 $   | 60.400 $   | 35.260 $  | 23.760 $  | 0 $     |
| Dublu masculin* | 457.150 $   | 242.020 $ | 129.970 $    | 65.000 $      | 34.850 $    | 19.050 $   | N/A       | N/A       | N/A     |
| Simplu feminin  | 752.275 $   | 391.600 $ | 206.100 $    | 107.000 $     | 56.703 $    | 33.000 $   | 19.705 $  | 12.770 $  | 7.000 $ |
| Dublu feminin*  | 262.780 $   | 139.120 $ | 74.700 $     | 37.360 $      | 19.970 $    | 10.950 $   | N/A       | N/A       | N/A     |

*per echipă